# Riot! Riot! Upstart
Riot! Riot! Upstart è il sesto album studio della band New York hardcore Agnostic Front. Venne pubblicato nel settembre del 1999 dalla Epitaph Records, e seguì  Something's Gotta Give, disco pubblicato l'anno precedente. L'album venne prodotto da Lars Frederiksen del noto gruppo hardcore punk dei Rancid. Inoltre la title track apparì sulla compilation della Epitaph Records' Punk-O-Rama.

## Tracce
1. Police State – 1:03
2. I Had Enough – 1:37
3. Riot, Riot, Upstart – 2:12
4. Sit And Watch – 1:51
5. Blood, Death and Taxes – 1:22
6. Frustration – 1:19
7. Sickness – 1:32
8. Shadows – 1:40
9. Nowhere to Go – 2:45
10. Trust – 2:11
11. My Life – 2:16
12. It's Time – 1:29
13. Rock Star – 1:34
14. Nothing's Free – 1:45
15. Price You Pay – 0:55
16. Jailbreak – 1:36
17. Bullet on Mott St. – 2:04

## Formazione
- Roger Miret – voce
- Vinnie Stigma – chitarra
- Rob Kabula – basso
- Jim Colletti – batteria
- Registrato al Big Blue Meenie Studios, Jersey City, New Jersey, Stati Uniti d'America
- Prodotto da Lars Frederiksen